# The Enemy (film 2004)
The Enemy (클레멘타인, Clementine) è un film del 2004 diretto da Kim De Yoeng.

## Trama
Un ex campione coreano di arti marziali finito in miseria dopo la sconfitta di otto anni prima contro un americano (a causa dell'imparzialità dei giudici) è costretto a disputare incontri illegali per sopravvivere.